# Volta Ciclista a Catalunya 1994
La Volta Ciclista a Catalunya 1994, settantaquattresima edizione della corsa, si svolse in sette tappe, dall'8 al 14 settembre 1994, per un percorso totale di 978,4 km, con partenza da L'Hospitalet de Llobregat e arrivo a Sant Feliu de Guíxols. La vittoria fu appannaggio dell'italiano Claudio Chiappucci, che completò il percorso in 25h22'31", precedendo gli spagnoli Fernando Escartín e Pedro Delgado.

## Tappe
| Tappa  | Data         | Percorso                                                                  | km    | Vincitore di tappa       | Leader cl. generale      |
| ------ | ------------ | ------------------------------------------------------------------------- | ----- | ------------------------ | ------------------------ |
| 1ª     | 8 settembre  | L'Hospitalet de Llobregat > L'Hospitalet de Llobregat (cron. individuale) | 5,9   | Abraham Olano Alex Zülle | Abraham Olano Alex Zülle |
| 2ª     | 9 settembre  | L'Hospitalet de Llobregat > La Sénia                                      | 233,9 | Simone Biasci            | Abraham Olano Alex Zülle |
| 3ª     | 10 settembre | Santa Bàrbara > Barcellona                                                | 217,5 | Simone Biasci            | Abraham Olano Alex Zülle |
| 4ª     | 11 settembre | Lleida > Taüll                                                            | 166,7 | Claudio Chiappucci       | Claudio Chiappucci       |
| 5ª     | 12 settembre | La Vall de Boí > Lleida                                                   | 188,1 | Laurent Jalabert         | Claudio Chiappucci       |
| 6ª     | 13 settembre | Martorell > Martorell                                                     | 150,7 | Massimo Donati           | Claudio Chiappucci       |
| 7ª     | 14 settembre | Sant Feliu de Guíxols > Sant Feliu de Guíxols (cron. individuale)         | 15,6  | Aitor Garmendia          | Claudio Chiappucci       |
| Totale | Totale       | Totale                                                                    | 978,4 |                          |                          |

## Dettagli delle tappe

### 1ª tappa
- 8 settembre: L'Hospitalet de Llobregat - (cron. individuale) – 5,9 km

Risultati
| Pos. | Corridore     | Squadra    | Tempo |
| ---- | ------------- | ---------- | ----- |
| SQ   | Abraham Olano | Mapei-CLAS | 7'05" |
| 1    | Alex Zülle    | ONCE       | a 6"  |
| 2    | Erik Breukink | ONCE       | a 9"  |

| Pos. | Corridore     | Squadra    | Tempo |
| ---- | ------------- | ---------- | ----- |
| SQ   | Abraham Olano | Mapei-CLAS | 7'05" |
| 1    | Alex Zülle    | ONCE       | a 6"  |
| 2    | Erik Breukink | ONCE       | a 9"  |

### 2ª tappa
- 9 settembre: L'Hospitalet de Llobregat > La Sénia – 233,9 km

Risultati
| Pos. | Corridore        | Squadra   | Tempo    |
| ---- | ---------------- | --------- | -------- |
| 1    | Simone Biasci    | Mercatone | 5h43'23" |
| 2    | Stephen Swart    | Motorola  | s.t.     |
| 3    | Santos Hernández | ONCE      | s.t.     |

| Pos. | Corridore     | Squadra    | Tempo    |
| ---- | ------------- | ---------- | -------- |
| SQ   | Abraham Olano | Mapei-CLAS | 5h50'32" |
| 1    | Alex Zülle    | ONCE       | a 6"     |
| 2    | Erik Breukink | ONCE       | a 9"     |

### 3ª tappa
- 10 settembre: Santa Bàrbara > Barcellona – 217,5 km

Risultati
| Pos. | Corridore     | Squadra   | Tempo    |
| ---- | ------------- | --------- | -------- |
| 1    | Simone Biasci | Mercatone | 6h01'17" |
| 2    | Ángel Edo     | Kelme     | s.t.     |
| 3    | Ján Svorada   | Lampre    | s.t.     |

| Pos. | Corridore     | Squadra    | Tempo     |
| ---- | ------------- | ---------- | --------- |
| 1    | Abraham Olano | Mapei-CLAS | 11h51'49" |
| 1    | Alex Zülle    | ONCE       | a 6"      |
| 2    | Erik Breukink | ONCE       | a 9"      |

### 4ª tappa
- 11 settembre: Lleida > Taüll – 166,7 km

Risultati
| Pos. | Corridore          | Squadra          | Tempo    |
| ---- | ------------------ | ---------------- | -------- |
| 1    | Claudio Chiappucci | Carrera Jeans-T. | 4h57'27" |
| 2    | Pedro Delgado      | Banesto          | s.t.     |
| 3    | Laudelino Cubino   | Kelme            | s.t.     |

| Pos. | Corridore          | Squadra          | Tempo     |
| ---- | ------------------ | ---------------- | --------- |
| 1    | Claudio Chiappucci | Carrera Jeans-T. | 16h49'35" |
| 2    | Pedro Delgado      | Banesto          | a 2"      |
| 3    | Fernando Escartín  | Mapei            | a 10"     |

### 5ª tappa
- 12 settembre: La Vall de Boí > Lleida – 188,1 km

Risultati
| Pos. | Corridore         | Squadra    | Tempo    |
| ---- | ----------------- | ---------- | -------- |
| 1    | Laurent Jalabert  | ONCE       | 4h32'06" |
| 2    | Davide Bramati    | Lampre     | s.t.     |
| 3    | Samuele Schiavina | Carrera J. | s.t.     |

| Pos. | Corridore          | Squadra          | Tempo     |
| ---- | ------------------ | ---------------- | --------- |
| 1    | Claudio Chiappucci | Carrera Jeans-T. | 21h21'41" |
| 2    | Pedro Delgado      | Banesto          | a 2"      |
| 3    | Fernando Escartín  | Mapei            | a 10"     |

### 6ª tappa
- 13 settembre: Martorell > Martorell – 150,7 km

Risultati
| Pos. | Corridore              | Squadra   | Tempo    |
| ---- | ---------------------- | --------- | -------- |
| 1    | Massimo Donati         | Mercatone | 3h40'45" |
| 2    | José Manuel García     | Mapei     | s.t.     |
| 3    | Antonio Sánchez García | Artiach   | a 2"     |

| Pos. | Corridore          | Squadra          | Tempo     |
| ---- | ------------------ | ---------------- | --------- |
| 1    | Claudio Chiappucci | Carrera Jeans-T. | 25h02'48" |
| 2    | Pedro Delgado      | Banesto          | a 2"      |
| 3    | Fernando Escartín  | Mapei            | a 10"     |

### 7ª tappa
- 14 settembre: Sant Feliu de Guíxols - (cron. individuale) – 15,6 km

Risultati
| Pos. | Corridore         | Squadra | Tempo  |
| ---- | ----------------- | ------- | ------ |
| 1    | Aitor Garmendia   | Banesto | 19'29" |
| 2    | Orlando Rodrigues | Artiach | a 6"   |
| 3    | Jesús Montoya     | Banesto | a 13"  |

| Pos. | Corridore          | Squadra          | Tempo     |
| ---- | ------------------ | ---------------- | --------- |
| 1    | Claudio Chiappucci | Carrera Jeans-T. | 25h22'31" |
| 2    | Fernando Escartín  | Mapei-CLAS       | a 21"     |
| 3    | Pedro Delgado      | Banesto          | a 30"     |

## Classifiche finali

### Classifica generale
| Pos. | Corridore              | Squadra        | Tempo     |
| ---- | ---------------------- | -------------- | --------- |
| 1    | Claudio Chiappucci     | Carrera Jeans  | 25h22'31" |
| 2    | Fernando Escartín      | Mapei-CLAS     | a 21"     |
| 3    | Pedro Delgado          | Banesto        | a 30"     |
| 4    | Wladimir Belli         | Lampre-Panaria | a 1'04"   |
| 5    | Antonio Sánchez García | Artiach        | a 1'10"   |
| SQ   | Abraham Olano          | Mapei-CLAS     | a 1'29"   |
| 6    | Johan Bruyneel         | ONCE           | a 1'37"   |
| 7    | Erik Breukink          | ONCE           | a 2'03"   |
| 8    | Massimo Donati         | Mercatone Uno  | a 2'22"   |
| 9    | Daniel Clavero         | Artiach        | a 2'25"   |

### Classifica scalatori
| Pos. | Corridore          | Squadra       | Punti |
| ---- | ------------------ | ------------- | ----- |
| 1    | José Manuel Uría   | Deportpublic  | 59    |
| 2    | Claudio Chiappucci | Carrera Jeans | 36    |
| 3    | Daniel Clavero     | Artiach       | 34    |

### Classifica sprint
| Pos. | Corridore        | Squadra       | Punti |
| ---- | ---------------- | ------------- | ----- |
| 1    | Stefano Cembali  | Carrera Jeans | 19    |
| 2    | Stefano Checchin | Carrera Jeans | 4     |
| 3    | José Manuel Uría | Deportpublic  | 3     |

### Classifica squadre
| Pos. | Squadra    | Tempo     |
| ---- | ---------- | --------- |
| 1    | Artiach    | 76h12'26" |
| 2    | Banesto    | a 54"     |
| 3    | Mapei-CLAS | a 5'22"   |